# Somewhere in Time
Somewhere in Time (с англ. — «Где-то во времени») — шестой студийный альбом хэви-метал-группы Iron Maiden, изданный 29 сентября 1986 года.

## Об альбоме
Somewhere in Time записывался сразу в двух студиях: Compass Point Studios в Нассау и в Wisseloord Studios в Нидерландах, а смикширован в Electric Lady Studios в Нью-Йорке. Это сделало альбом невероятно дорогостоящим, самым дорогим в истории группы. При оформлении обложки и написании заглавной песни использовалась тематика Времени и проблемы выживания в жестоком мире. В альбоме прослеживается некоторое изменение стиля, впервые появляются клавишные инструменты и гитарные синтезаторы. Это было характерно для того периода времени: практически все рок-группы, играющие тяжёлую музыку, не миновали увлечения этими инструментами.
Somewhere in Time стал третьей пластинкой группы, над записью которого работал «классический» состав: (Брюс Дикинсон — вокал, Стив Харрис — бас-гитара, Дейв Мюррей — гитара, Эдриан Смит — гитара, Нико МакБрэйн — ударные).
Пластинка содержит композицию, никогда не исполнявшуюся группой на концертах: «Deja-vu».
В поддержку альбома было организовано турне Somewhere on the Tour, которое началось выступлением 10 сентября 1986 в Белграде, Югославия и закончилось 21 мая 1987 года в Осака, Япония.

## Список композиций
| # | Оригинальное название                      | Перевод                                 | Музыка / Слова           | Время |
| - | ------------------------------------------ | --------------------------------------- | ------------------------ | ----- |
| 1 | Caught Somewhere in Time                   | Пойманный где-то во времени             | Стив Харрис              | 7:25  |
| 2 | Wasted Years                               | В пустую потраченные годы               | Эдриан Смит              | 5:07  |
| 3 | Sea of Madness                             | Море безумия                            | Эдриан Смит              | 5:42  |
| 4 | Heaven Can Wait                            | Небеса могут подождать                  | Стив Харрис              | 7:21  |
| 5 | The Loneliness of the Long Distance Runner | Одиночество бегуна на длинные дистанции | Стив Харрис              | 6:31  |
| 6 | Stranger in a Strange Land                 | Чужой в чужой стране                    | Эдриан Смит              | 5:44  |
| 7 | Deja-vu                                    | Дежавю                                  | Дэйв Мюррей, Стив Харрис | 4:56  |
| 8 | Alexander the Great                        | Александр Великий                       | Стив Харрис              | 8:35  |

### Песни
- Caught Somewhere in Time — композиция о ком-то, кто хочет продать свою душу, хотя то, за что хотят продать, остаётся неясным. Песня была вдохновлена снятым в 1979 году фильмом «Time After Time» по мотивам романа Герберта Уэллса. Герой фильма «Time After Time», Джек-потрошитель, перемещается на машине времени в конец 1970-х годов, где находит убежище в мире насилия. Он рассматривает его как «естественную среду своего обитания».
- Wasted Years — первая композиция, написанная только одним гитаристом — Эдрианом Смитом. Wasted Years написана о самой группе и её предыдущих турах, каждодневных действий группы вне сцены, не лишённых промахов и ошибок. Wasted Years была выпущена в качестве сингла 6 сентября 1986 года.
- Sea of Madness является своего рода метафорой на современное состояние человечества, хотя, не исключено, что в предшествующей истории человечества было то же самое и мало что изменилось. Противостоять такому большому количеству насилия и страданий иногда бывает нелегко и лучшее, что можно сделать это просто убежать от всего этого…
- Heaven Can Wait — композиция о предсмертном состоянии человека. Это пересказ переживаний и видений людей, которые были объявлены клинически мёртвыми, но всё же вернулись к жизни. Все эти сообщения уникальны, но их объединяет одно — «видение» туннеля света, о котором упомянуто в песне. На концертах для исполнения вокализной части песни нередко на сцену приглашаются зрители.
- The Loneliness of the Long Distance Runner основана на одноимённом рассказе Алана Силлитоу, который в свою очередь был экранизирован в 1962 году с таким же названием. История повествует о сокровенных мыслях молодого преступника в исправительном учреждении. Ему позволяют тренироваться для забега на длинную дистанцию, и с помощью его победы местные власти надеются завоевать немного престижа. Но молодой человек знает, что им управляют и, в то время как он бежит, мы можем следовать за ходом его мыслей. Почему он должен следовать ограничениям, наложенным на него и победить в забеге для тех, кто поместил его в тюрьму?
- Stranger in a Strange Land была написана Эдрианом Смитом. Композиция рассказывает об арктическом исследователе, который умирает от холода и остаётся замороженным во льду на протяжении целого столетия. Его хорошо сохранившееся тело случайно находят другие исследователи. К написанию композиции Эдриана Смита подтолкнул разговор с полярником, у которого был подобный опыт обнаружения замороженного тела. Партии соло гитары в «Stranger in a strange land» играются исключительно Эдрианом. Название песни перекликается с романом Роберта Хайнлайна «Чужой в стране чужих», хотя по тексту не имеет никакого отношения к роману. Кроме альбомного издания, композиция вышла и в качестве сингла 22 ноября 1986 года, который так и назывался «Stranger in a Strange Land».
- Deja-vu самая короткая композиция в альбоме и одна из самых запоминающихся. Эта песня описывает чувство дежавю, которое является странным чувством, c которым каждый сталкивался: кажется, что человек, находясь в каком-либо новом месте, думает что он уже здесь когда-то был. Объяснение подобного явления даётся в этой композиции.
- Alexander the Great композиция, целиком и полностью написанная Стивом Харрисом. Она повествует о короткой и тревожной жизни македонского полководца и царя Александра Великого и о его покорении Азии, длившимся 11 лет. В начале песни звучит короткий монолог от лица отца Александра, Филиппа Македонского. Голосом Филиппа говорит Нико Макбрэйн:

«My son, ask for thyself another Kingdom,
for that which I leave is too small for thee».
В русском варианте:
«Сын, ищи себе другое царство,
 ибо то, что я оставил, слишком мало для тебя».
«Александр Великий» — необычная рок-композиция несущая в своей лирике множество исторических деталей. Конкретно упомянуты следующие:
- Прибытие Александра в Азию в 334 до н. э.
- Разгром скифов
- Повествование о том, как Александр разрубил гордиев узел
- Основание города Александрия в Египте
- Сражение Arbela, где Александр сломал военную машину царя Дария III
- Вход Александра в Вавилон, Сузы и Персеполь

Кроме того, в песне отмечено, что Древняя Македония была частью Древней Греции:
Near to the east
In a part of ancient Greece
In an ancient land called Macedonia
Was born a son
To Philip of Macedon
The legend his name was Alexander
В русском варианте:
Недалеко на Востоке
В части Древней Греции
В древней земле именуемой Македонией
Рождён был сын
Филиппа Македонского
Легендой было имя его — Александр
Песня также рассказывает о том, что «он распространил эллинизм» и «проложил путь для христианства». Однако песня не совсем верно подмечает, что армия Александра отказалась следовать за ним в Индию (фактически, часть его армии действительно последовала за ним в Индию), и о том, что он умер от лихорадки в Вавилоне — хотя Александр действительно страдал от лихорадки до смерти, однако сама причина смерти по сей день осталась невыясненной.

## Обложка
Идея, концепция и рисунок альбома Somewhere in Time разработаны постоянным оформителем группы Дереком Риггсом и посвящена 10-летнему юбилею команды. На ней изображено самое большое собрание забавных и памятных моментов из истории коллектива до 1986 года. Эдди — хранитель времени, стал походить на терминатора на фоне мест, связанных с прошлым, настоящим, и предполагаемым будущим группы. Гитарист Эдриан Смит в интервью 2000 года сказал, что это его любимое изображение Эдди.
- Над часами, показывающими 23.58 или без двух минут до полуночи (перекликается с песней «2 Minutes to Midnight»), бегущей строкой идёт футбольный счёт West Ham / Arsenal 7:3. West Ham — футбольная команда, за которую ещё юношей играл Стив Харрис
- Sanctuary Music Shop в конце улицы за кинотеатром. Sanctuary Music — холдинговая группа, основанная менеджером группы Родом Смолвудом
- Кошка с нимбом внизу между ног Эдди, та же, что и на обратной стороне «Live After Death»
- Ночной клуб Sand Dune. Песня «To Tame A Land» написана по мотивам книг о планете Дюна.
- «This is a very boring painting» (с англ. — «Это очень скучная картинка»). Надпись задом наперёд сразу за правой ногой Эдди
- Пивная под названием «Ruskin Arms». «Ruskin Arms» — старая пивная, где группа дала свои первые концерты.
- Бар под названием «Aces High», над которым летает истребитель. «Aces High» — композиция из альбома Powerslave 1984 года
- Бар «The Rainbow» (ещё один клуб, где они нередко выступали в начале своей карьеры)
- На кинотеатре имени Филипа Дика написано «Live After Death плюс Blade Runner»
- Клуб «Marquee» (ещё один клуб, в котором они когда-то играли)
- Дом с вывеской «Phantom Opera». «Phantom Of The Opera» — композиция из альбома группы Iron Maiden 1980.
- Ресторан морепродуктов «Ancient Mariner». «Rime of the Ancient Mariner»-композиция из альбома группы Powerslave 1984 года
- Едва заметная надпись под часами «Tonight GYPSY’S KISS». GYPSY’S KISS — первая группа Стива Харриса
- «Hammerjacks» — один из любимых баров группы в Штатах
- Long Beach Arena
- На голову Нико Макбрэйна надеты старые защитные очки пилота. На нём же майка с надписью «Iron What?»
- В правом верхнем углу, на задней обложке, Икар падает с солнца с горящими крыльями (песня «Flight of Icarus» c Piece of Mind)
- Пирамиды намекают на альбом Powerslave.
- Все японцы на обложке могут иметь отношение к концертному альбому «Maiden Japan»
- «Maggies revenge» («Месть Мэгги») намекает на старую вражду между группой и Маргарет Тэтчер
- Эдди стоит на Acacia Avenue: «22, Acacia Avenue» — песня из альбома «The Number of the Beast»
- В одном из окон можно разглядеть девушку, сидящую на стуле (возможно, та самая легкомысленная Шарлотта)
- В руках у Брюса мозг из альбома Piece of Mind
- Бар «Tehe’s». В этом баре группа нашла ребят, которые спели бэк-партии для композиции из этого альбома «Heaven Can Wait». Под вывеской бара «Tehe’s» стоит Бэтмен.
- Тардис (Tardis) из «Доктор Кто» над вывеской клуба «Rainbow»
- На заднем плане здание Основания Айзека Азимова
- Корпорация «Tyrell» над пешеходной дорожкой (она производила репликантов в фильме «Бегущий по лезвию бритвы»)
- Eye of Horus (с англ. Глаз Гора) над вывеской «Webster» слева от оружия Эдди
- За левой ногой Эдди стоит фонарь, к которому прицеплен мусорный ящик. Точно такой же ящик можно найти на обложке первого альбома группы.
- К голове Эдди укреплена металлическая пластина, которая удерживает его череп и которая понадобилось ему после трепанации сделанной на обложке альбома Piece of Mind.
- На обложке присутствуют две неоновые вывески с надписями на русском языке. На одной значится «Кефир» (задняя обложка), на другой «Меня рвёт» (передняя, за проводом от пистолета Эдди).
- Есть и две надписи на иврите. На первой значится «Джин» — имеется в виду напиток. Вторая надпись — Имя Бога, которое запрещено произносить вслух и писать без специального разрешения главного раввина.

### Переиздания
Альбом пережил 11 переизданий.
Переиздание компакт-диска 1995 года содержит бонус-диск, который включает в себя треки:
1. «Reach Out» — 3:32
2. «Juanita» — 3:47
3. «Sherriff of Нuddersfield» — 3:35
4. «That Girl» — 5:04

### Участники записи
- Брюс Дикинсон — вокал
- Стив Харрис — бас, басовый синтезатор
- Эдриан Смит — лидер-гитара, ритм-гитара, гитарный синтезатор
- Дэйв Мюррей — лидер-гитара, ритм-гитара, гитарный синтезатор
- Нико МакБрэйн — ударные